# Генеральный штаб Вооружённых сил Республики Сербской
Генеральный штаб Вооружённых сил Республики Сербской (серб. Генералштаб Војске Републике Српске) — верховное командование Вооружёнными силами Республики Сербской. В годы войны в Боснии и Герцеговине именовался Главным штабом. Получил новое название после окончания боевых действий.

## История
Армия Республики Сербской и её штаб появились 12 мая 1992. 20 мая подразделения Югославской народной армии покинули территорию Боснии и Герцеговины. Руководством Югославии было принято решение о поддержке боснийских сербов и помощи в формировании армии. Во время вывода частей ЮНА, офицеры и солдаты родом из Боснии и Герцеговины остались на родине и перешли на службу в Армию РС. Также новой армии было оставлено тяжёлое вооружение, танки, авиация и др. 12 мая Скупщины боснийских сербов постановила создать вооружённые силы. Во главе армии был назначен генерал Ратко Младич, до этого возглавлявший 9-й Книнский корпус ЮНА, принимавший активное участие в боях в Сербской Краине.
В мае 1992 года было сформировано пять корпусов и Главный Штаб, начальником которого стал генерал Манойло Милованович. В основном подразделения ЮНА, влившиеся в состав ВРС имели опыт боевых действий в Хорватии. Главный штаб Армии, формировавшийся на основе штаба 2-й Военной области, был укомплектован опытными офицерами.

### Структура в годы войны
Первым главой Главного штаба во время войны в Боснии и Герцеговине был генерал Ратко Младич. В штаб входили семь независимых советов со следующими руководителями:
- Совет по операциям — генерал-майор Манойло Милованович
- Совет по мобилизации и административно-персональным вопросам — полковник Мичо Грубор
- Совет по морали, религиозным и правовым вопросам — генерал-майор Милан Гверо
- Совет по вопросам разведки и безопасности — полковник Здравко Толимир
- Совет по авиации и ПВО — полковник Йово Марич
- Совет по развитию и финансам — полковник Стеван Томич[серб.]
- Совет по тыловой службе — генерал-майор Джордже Джукич

Наиболее близкими Младичу советниками были Джордже Джукич (логистика и резервы), Манойло Милованович (планирование операций, разработка оперативных планов, операции на передовой), Здравко Толимир (разведка и контрразведка) и Милан Гверо (послы Генерального штаба, отношения с гражданским населением и международными наблюдателями).

### Генеральный штаб в войне
Основной задачей Главного штаба было планирование стратегии ведения войны и сотрудничество с гражданскими властями для обеспечения необходимого финансирования. Довольно часто он проводил операции, следуя прямым приказам. В первые годы войны всё внимание штаба было направлено на формирование военных бригад из сил Территориальной обороны и добровольцев. Командование штаба часто вступало в конфликт с гражданскими властями из-за расхождения в политических взглядах на военные операции и их последующее влияние на мнение мировой общественности (политическое руководство Республики Сербской подвергалось сильнее международному давлению). Часто также поводом становилось недостаточное материальное и финансовое снабжение войск. Однако, по мнению некоторых экспертов, именно Главный штаб Вооружённых сил Республики Сербской был самым талантливым из всех штабов сторон, участвовавших в югославском конфликте: он хоть и был составлен из офицеров разных воинских званий, они превосходили своих визави в плане профессионализма и умения глубоко анализировать ситуации на фронтах.
После окончания боевых действий Главный штаб ВРС был переименован в Генеральный штаб и перемещен в Биелину.

## Подразделения Главного штаба
- Центр военных школ им. Райко Балача
- Информационно-пропагандистский центр
- 65-й охранный моторизованный полк
- 67-й полк связи
- 40-й инженерный полк
- 1-я гвардейская моторизованная бригада Генерального штаба ВРС
- 89-я ракетно-артиллерийская бригада
- 1-я сербская смешанная бригада (временное формирование)
- 2-я сербская смешанная бригада (временное формирование)
- 3-я сербская смешанная бригада (временное формирование)
- 14-я сербская бригада (временное формирование)
- 10-й диверсионный отряд
- 10-й разведывательный центр
- 14-я тыловая база
- 27-я тыловая база
- 30-я тыловая база
- 35-я тыловая база
- 63-й автомобильный батальон
- Военный госпиталь Генерального штаба ВРС
- Военно-медицинский центр ВРС
- Авиационный завод ОРАО
- Ремонтный завод Космос
- Тыловая рота казармы Врбас

## Командующие
На протяжении существования Генерального штаба его возглавляли следующие офицеры:
- Ратко Младич
- Перо Чолич
- Момир Талич
- Новица Симич
- Цветко Савич
- Новак Джукич